# Återförsäljare
Återförsäljare (ibland förkortat ÅF) är butiker, och eventuellt personer, som köper in varor från andra och säljer dem vidare till allmänheten.
Så är det nästan med alla produkter i butiker. Återförsäljaren tar en risk genom att införskaffa ett större antal av en vara och får sin vinst genom att ha högre utpris än det pris de betalar för produkten till grossisten.